# Pretiosa

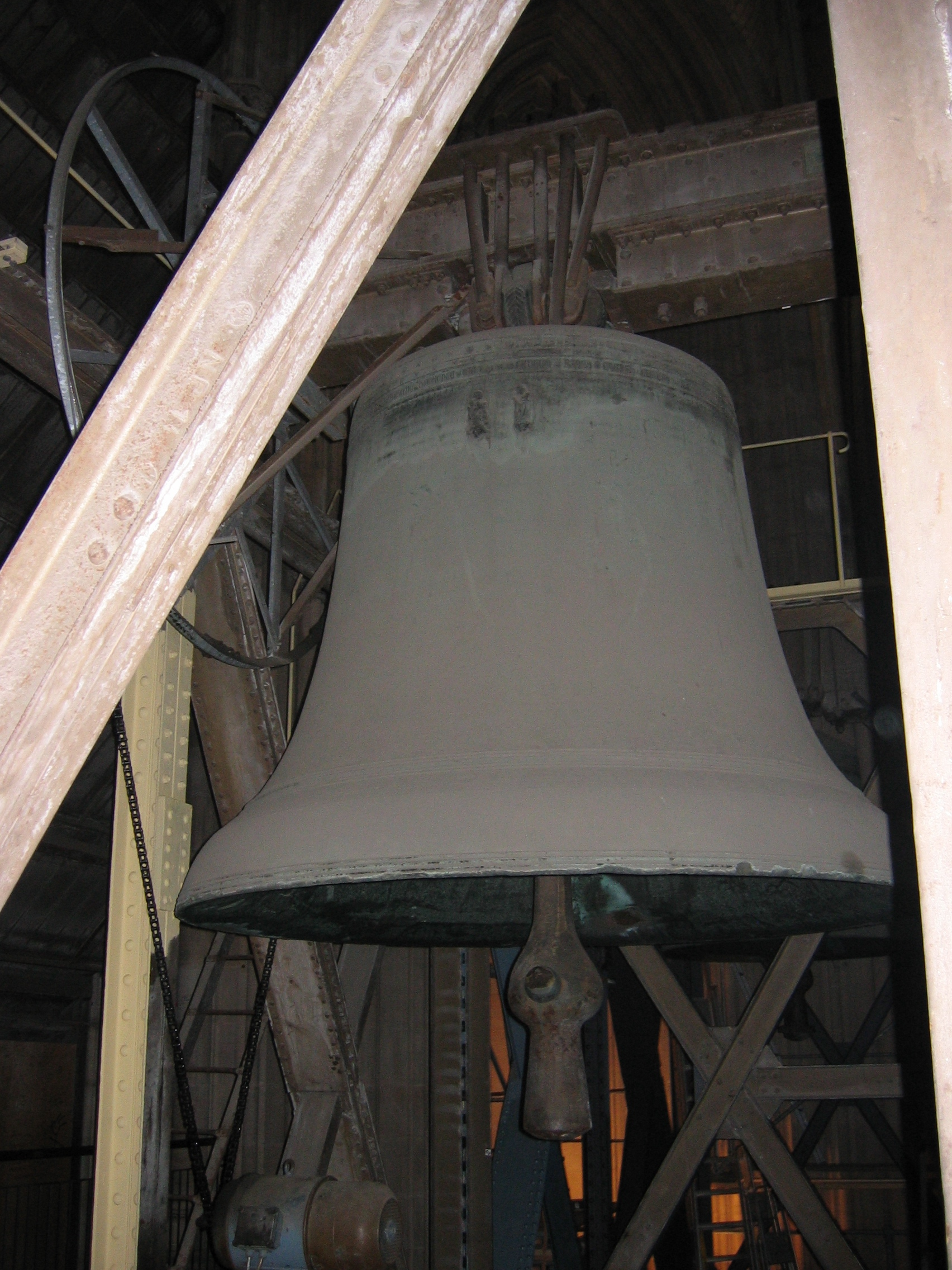
Pretiosa – Glocke 2

Die Pretiosa (lateinisch pretiosus ‚kostbar‘) ist die Glocke 2 des Kölner Domgeläuts. Sie wurde 1448 von Christian Cloit und Heinrich Brodermann in Köln gegossen und ist im Glockenstuhl des Südturmes aufgehängt. Die Pretiosa gilt als eine der klangschönsten Glocken überhaupt und zeugt von dem sehr hohen Standard mittelalterlicher Glockengießerkunst. Bis zum Guss der Kaiserglocke im Jahre 1875 war sie die größte Glocke des Domes.

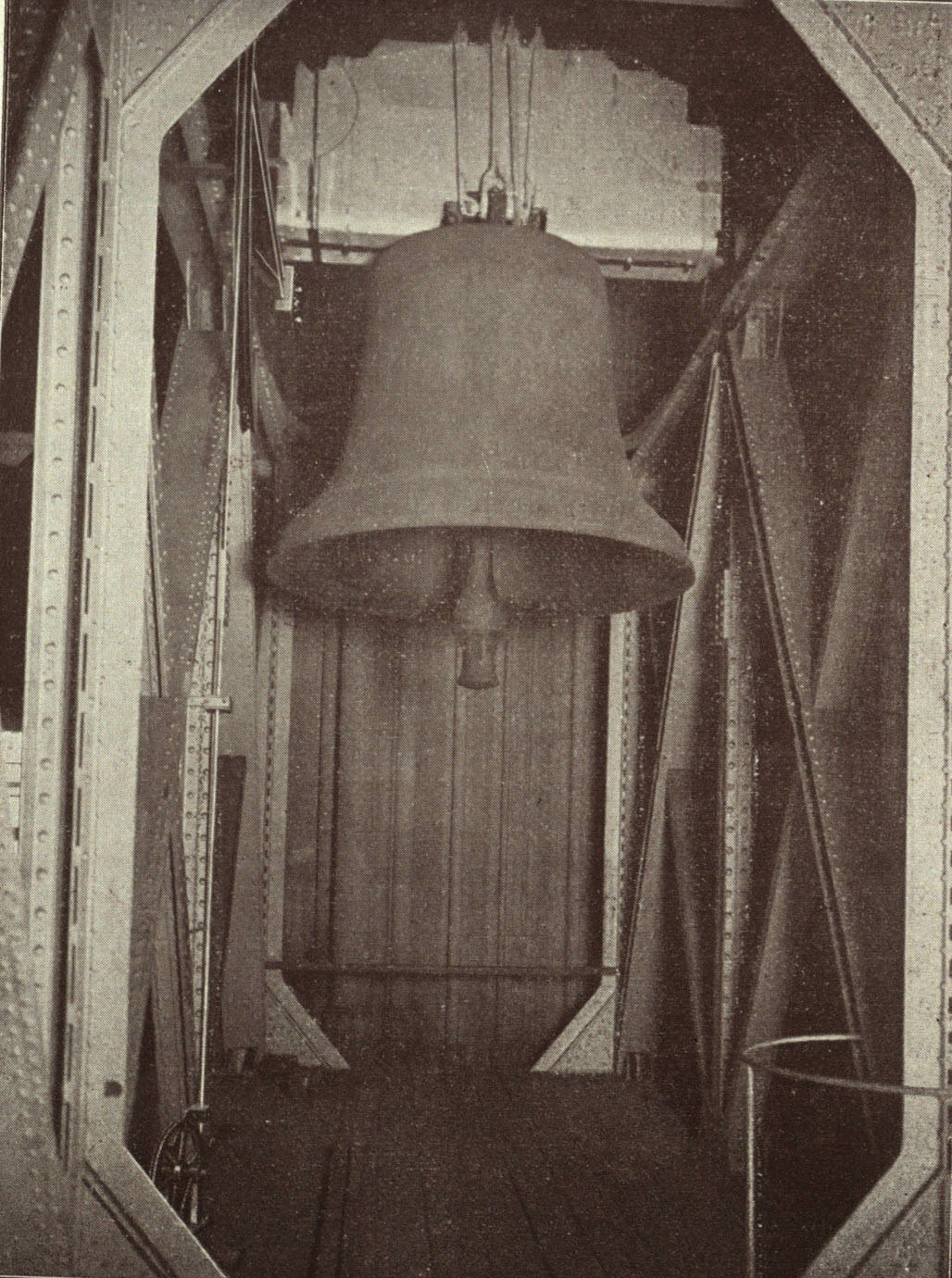
Pretiosa im Jahr 1909

## Geschichte und Bedeutung
Die Pretiosa wurde – nach der 1418 geschaffenen Dreikönigenglocke – im noch unfertigen Südturm der Kathedrale aufgehängt. Der Guss war schwierig und gelang erst beim vierten Mal. Aus ihrer Inschrift geht hervor, dass sie drei Vorgängerinnen hatte, die, laut verschiedener Quellen, ungefähr die gleichen Proportionen hatten. Wann diese Vorgängerinnen gegossen wurden, kann nur vermutet werden. Jedoch hatte bereits die Turmöffnung zum Aufziehen der Glocke, wie der Bauplan c aus der Zeit um 1300 zeigt, die für die Pretiosa notwendige Größe. Der erste Guss kann somit sehr wohl bereits im 14. Jahrhundert erfolgt sein. Darauf weist auch die für das 14. Jahrhundert typische Majuskel hin, während in der Zeit des Neugusses von 1448 die Minuskel bereits seit einem halben Jahrhundert in Köln üblich war.
Geweiht wurde die Glocke auf die Namen der Dompatrone, den heiligen Petrus, die Muttergottes und die Heiligen Drei Könige, deren Grab sich gemäß einer Legende im Dom befindet. Einzelreliefs und die Glockeninschrift weisen auf diese Patronate hin.
Vor dem Hintergrund, dass die Pretiosa seit mehr als fünfhundert Jahren Gläubige zum Gottesdienst ruft, kann gesagt werden, dass diese Glocke ein Stück begreifbare und hörbare Kirchen- und Weltgeschichte darstellt. Zu ihrer Entstehungszeit war sie die größte läutbare Glocke des christlichen Abendlandes.
Die jüngere Schwester der Pretiosa ist die 1449 gegossene Speciosa.

## Daten

### Musikalisches
Alle Tonangaben in 16teln eines Halbtones.
| Schlagton | Unterton | Prim  | Terz  | Quint | Abklingdauer (Unterton) | Abkling- verlauf |
| g0 +1     | fis −1   | g0 +1 | b0 +1 | d1 −7 | 117 Sekunden            | steht            |

### Technisches
| Masse        | unterer Durchmesser | Schlagringstärke (durch Abnutzung) | Rippenkonstruktion | Aufhängung                           |
| ------------ | ------------------- | ---------------------------------- | ------------------ | ------------------------------------ |
| ca. 10500 kg | 2400 mm             | 207 (195) mm                       | überschwer         | Stahljoch, eingelassene Glockenkrone |

## Inschrift
[In gotischer Majuskel:]
INSIGNIS STATUS ECCLESIE PROVIDUS SENATUS * CONCILII SANCTE PARILES UOTIS CIUITATIS * HUIUS CUM RELIQUIS GEMINI SEXUS DEO NOTIS * DENUO CONFLARI DANT ME SIMUL ET RENOUARI * SUM[M]E CHRISTIFERE PETRI REGUM SUB HONORE * ◊ * ◊ * ◊ * CANTUM REDDO CHORIS UETITUM PRO SINGULIS HORIS * TERQ[ue] REFORMATA QUATRO PRECIOSA UOCATA * MILLE QUADRINGENTIS QUADRAGENIS OCTO DONATIS * DUM SONO TRISTATUR DEMON XPS UENERATUR * BRODERMAN HEINRICH CLOIT CHRISTIAN HANT GEMACHET MICH * ◊ *
Blüten (hier: *) und Rosetten (hier: ◊) dienen als Wort- und Verstrennungszeichen.
Übersetzung: Der ausgezeichnete Stand der Kirche und der umsichtige Senat mit den Wünschen des Rates dieser heiligen Stadt sich vereinend, zusammen mit den übrigen dieser beiden Stände, die Gott unterscheidet, ließen mich wiederum gießen und erneuern, der Christusträgerin, Petrus und den Königen zu Ehren. Zu jeder Stunde gebe ich den Chören den Gesang zurück, was verhindert war. Dreimal umgeformt, beim vierten als „kostbar“ gepriesen. Eintausendvierhundertachtundvierzig [Jahre] waren gegeben. Der Teufel wird betrübt, wenn ich erklinge, aber Christus verehrt. Heinrich Brodermann und Christian Cloit haben mich geschaffen.

## Läuteordnung
Die Pretiosa erklingt zu allen Hochfesten des Kirchenjahres, an denen die Petersglocke schweigt, in verschiedenen Geläutekombinationen mit den kleineren Domglocken. Dabei wird sie sowohl beim Einläuten am Vorabend um 19:30 Uhr als auch zum Hoch- bzw. Pontifikalamt, wenn der Erzbischof zelebriert, um 09:40 Uhr den übrigen Glocken für fünf Minuten vorangestellt. Dieses Vorläuten soll bezwecken, dass der Klang der Pretiosa auch solistisch wahrzunehmen ist, was ohnehin nur selten vorkommt. An Allerseelen läutet die Pretiosa nach dem fünfminütigen Vorläuten für weitere fünf Minuten im Duett mit der Speciosa, bevor die kleineren Domglocken einsetzen. An den höchsten Festtagen läutet sie mit den kleineren Glocken auch zu den übrigen Messen und zur Vesper; das fünfminütige Vorläuten entfällt dabei. 
Allein kündet sie bei Einführung bzw. beim Verschied eines Domherren oder Kölner Weihbischofs. Ebenso wird sie während der Wandlung im Pontifikalamt geläutet.

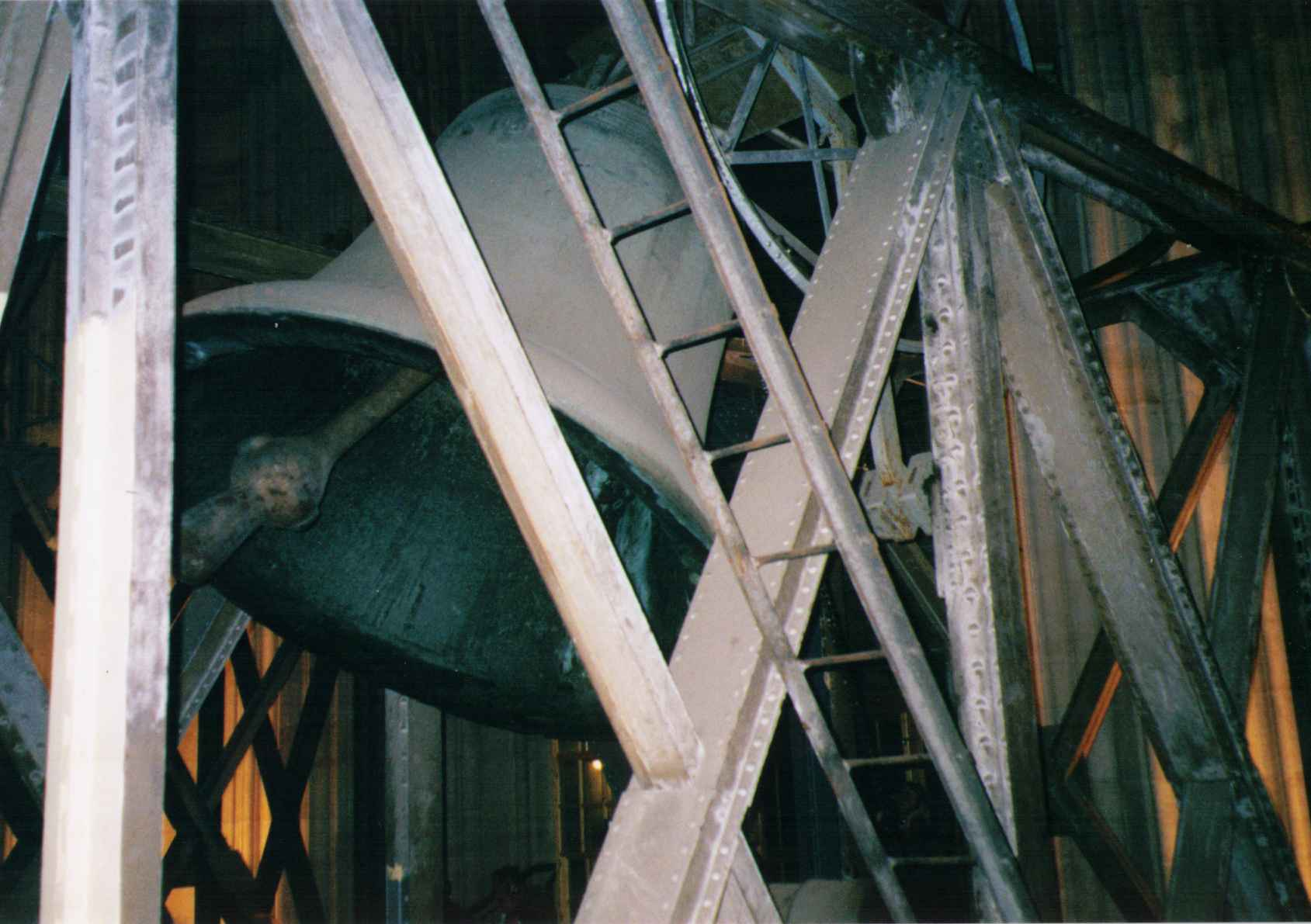
Pretiosa läutend (25. November 2006, Christkönigsfest)

Feste Läutetermine
| Datum/Tag                              | Uhrzeit | Anlass                                                   |
| -------------------------------------- | ------- | -------------------------------------------------------- |
| 26. Dezember                           | 09:40   | Fest des Hl. Stephanus                                   |
| 1. Januar                              | 00:00   | Einläuten des neuen Kalenderjahres                       |
| 18. März                               | 19:30   | Einläuten des Hochfestes des Hl. Josef                   |
| 19. März                               | 18:10   | Hochfest des Hl. Josef                                   |
| 24. März                               | 19:30   | Einläuten des Hochfestes der Verkündigung des Herrn      |
| 25. März                               | 18:10   | Hochfest der Verkündigung des Herrn                      |
| Vorabend Palmsonntag                   | 19:30   | Einläuten des Palmsonntages                              |
| Palmsonntag                            | 09:40   | Palmsonntag                                              |
| Montag in der Karwoche                 | 16:10   | Chrisammesse                                             |
| Gründonnerstag                         | 19:40   | Abendmahlsamt am Gründonnerstag                          |
| Ostermontag                            | 09:40   | Ostermontag                                              |
| Pfingstmontag                          | 09:40   | Pfingstmontag                                            |
| Samstag nach Pfingsten                 | 19:30   | Einläuten des Hochfestes der Heiligen Dreifaltigkeit     |
| Sonntag nach Pfingsten                 | 09:40   | Hochfest der Heiligen Dreifaltigkeit                     |
| Vorabend Fronleichnam                  | 19:30   | Einläuten des Hochfestes Fronleichnam                    |
| Fronleichnam                           | 09:40   | Hochfest Fronleichnam                                    |
| Donnerstag der 3. Woche nach Pfingsten | 19:30   | Einläuten des Herz-Jesu-Fests                            |
| Freitag der 3. Woche nach Pfingsten    | 15:40   | Herz-Jesu-Fest                                           |
| 23. Juni                               | 19:30   | Einläuten des Hochfestes der Geburt Johannes des Täufers |
| 24. Juni                               | 18:10   | Hochfest der Geburt Johannes des Täufers                 |
| 14. August                             | 19:30   | Einläuten des Hochfestes Mariä Aufnahme in den Himmel    |
| 15. August                             | 18:10   | Hochfest Mariä Aufnahme in den Himmel                    |
| 31. Oktober                            | 19:30   | Einläuten des Hochfestes Allerheiligen                   |
| 1. November                            | 09:40   | Hochfest Allerheiligen                                   |
| 2. November                            | 18:10   | Totengedenktag Allerseelen                               |
| Vorabend Christkönig                   | 19:30   | Einläuten des Hochfestes Christkönig                     |
| Sonntag Christkönig                    | 09:40   | Hochfest Christkönig                                     |